# Reverse-Transkriptase-Polymerase-Kettenreaktion
Die Reverse-Transkriptase-Polymerase-Kettenreaktion (englisch reverse transcription polymerase chain reaction, kurz RT-PCR) ist die Kombination von zwei Methoden der Molekularbiologie – die Nutzung der Reversen Transkriptase (RT) und der Polymerase-Kettenreaktion (PCR) – um RNA nachzuweisen, wie z. B. die Genexpression von spezifischen Genen in Zellen, Geweben und Blutserum oder auch Ribozyme, Ribonukleoproteine oder das Genom von RNA-Viren. Verwendet wird die RT-PCR in Forschung und Diagnostik.
Die Abkürzung RT-PCR bezeichnet gelegentlich auch die Real Time Quantitative PCR, was zu Verwechslungen führen kann, weshalb diese häufiger mit qPCR abgekürzt wird. Eine Kombination von RT-PCR und qPCR wird dann als RT-qPCR bezeichnet.

## Geschichte
Reverse Transkriptasen wurden 1970 gleichzeitig durch Howard M. Temin im Rous-Sarkom-Virus (RSV) und durch David Baltimore im RSV und im Moloney Murine Leukemia Virus (MoMLV) entdeckt. Für ihre Entdeckung erhielten beide 1975 den Nobelpreis für Physiologie oder Medizin, gemeinsam mit Renato Dulbecco. Die Erzeugung von cDNA aus RNA mit Hilfe von reversen Transkriptasen wurde erstmals im Jahr 1971 beschrieben. Die anschließende Amplifikation der erzeugten cDNA erfolgte erstmals 1976 mittels DNA-Polymerasen. Die Verwendung von thermostabilen DNA-Polymerasen erfolgte erstmals 1989. Im Jahr 1990 wurde erstmals eine RT-PCR in einem Reaktionsansatz (engl. One-Step-RT-PCR) durchgeführt. Die Spezifität der Reaktion konnte durch Hot-Start-DNA-Polymerasen erhöht werden.

## Prinzip
Die RT-PCR ist ein in der Regel dreistufiger Prozess: nach einer RNA-Reinigung wird die RNA in DNA umgeschrieben, dann Teile der DNA spezifisch vermehrt. Um die Transkription eines Genes, des Transkriptoms, eines Ribozym, von Ribonukleoproteinen oder das Genom von RNA-Viren nachzuweisen, muss die RNA untersucht werden. Daher wird zuerst eine Reverse Transkriptase (RT) eingesetzt, eine RNA-abhängige DNA-Polymerase, mit deren Hilfe RNA in cDNA umgeschrieben werden kann. Bei einer anschließenden Amplifikation von DNA durch die Polymerase-Kettenreaktion (PCR) werden spezifische thermostabile DNA-Polymerasen verwendet, die DNA-abhängig sind, d. h., sie sind nicht in der Lage, RNA zu amplifizieren. Die cDNA kann im Anschluss als Ausgangsmaterial in einer PCR verwendet werden, um spezifische Sequenzen aus dieser zu amplifizieren. Meistens wird zwischen der reversen Transkription und der PCR ein zehnminütiges Erhitzen auf 95 °C verwendet, bei der die reverse Transkriptase denaturiert wird. Die Produkte der RT-PCR lassen sich gelelektrophoretisch untersuchen und anschließend klonieren oder sequenzieren.
Die heute eingesetzten Reversen Transkriptasen sind veränderte Enzymvarianten aus unterschiedlichen Retroviren, wie die des Moloney Murine Leukemia Virus (MoMLV) oder des Avian Myeloblastosis Virus (AMV). Die verschiedenen Varianten des Enzyms sind je nach Hersteller derart modifiziert worden, dass sie eine höhere Spezifität oder bessere Erträge generieren können, beispielsweise wird die im Enzym natürlich vorkommende RNase H-Aktivität deletiert. Konventionelle zur RT-PCR verwendete reverse Transkriptasen retroviralen Ursprungs, wie die AMV- und die MoMuLV-Reverse-Transkriptase, sind bei 95 °C nicht thermostabil. Bei den niedrigeren Temperaturen einer reversen Transkription mit diesen Enzymen kommen jedoch unspezifische Bindungen von Primern an die DNA-Vorlage und Sekundärstrukturen in der DNA-Vorlage vor, welche zu unerwünschten Produkten führen und die Synthese des korrekten Produkts verhindern können. Allerdings kann die reverse Transkriptase von AMV bis zu 70 °C eingesetzt werden. Bei der reversen Transkriptase von MoMuLV wurden thermostabilere RNaseH-negative Mutante beschrieben (Mutationen E69K, E302R, W313F, L435G, N454K). Weiterhin wurde die Vorlagenspezifität thermostabiler DNA-Polymerasen durch Austausch des Cofaktors (zweiwertige Magnesiumionen) gegen zweiwertige Mangansalze herabgesetzt, so dass mit einer DNA-abhängigen thermostabilen Polymerase auch RNA in einer RT-PCR als Vorlage zur Synthese von DNA eingesetzt werden konnte. Da die Syntheserate der Taq-Polymerase mit Manganionen relativ niedrig war, wurde bei dieser Variante der RT-PCR zunehmend die Tth-Polymerase eingesetzt. Jedoch erhöhte die Zugabe von Manganionen auch die Anzahl fehlerhafter Produkte und erhöhte die notwendige Menge an Vorlagen-DNA, weshalb diese Enzyme heute kaum noch zur reversen Transkription eingesetzt werden. Diese Probleme konnten mit der thermostabilen 3173-Polymerase aus thermophilen Bakteriophagen vermieden werden, welche die hohen Temperaturen einer PCR für eine längere Zeit übersteht und RNA als Vorlage bevorzugt.
Als RNA-abhängige DNA-Polymerase benötigt die Reverse Transkriptase ein kurzes DNA-Stück, einen so genannten Primer, zur Initiation der Synthese der Komplementär-DNA (cDNA). Zur Analyse von poly-A-tragender mRNA wird hier ein sogenannter Oligo-d(T)-Primer verwendet, also mehrere Thymin-Basen, welche komplementär zum Poly(A)-Schwanz am 3'-Ende der mRNA sind.
Sehr kurze RNA-Moleküle wie reife microRNAs sind viel zu klein (17–22 Basen) für den Einsatz üblicher Primer. Daher werden zur reversen Transkription dieser Nukleinsäuren besondere Schleifen-Primer eingesetzt, die nur am 3´Ende mit unter 10 Basen hybridisieren und so selektiv reife microRNAs (statt mRNAs) umschreiben.
Erst im zweiten Schritt der RT-PCR werden Gen-spezifische Primer eingesetzt. Bei einer modifizierten Variante, der One-Step RT-PCR, werden stattdessen direkt Gen-spezifische Primer verwendet und beide Reaktionen werden hintereinander im selben Gefäß ausgeführt. Bei der Zero-Step RT-PCR entfällt darüber hinaus der isothermale Zwischenschritt, der sonst bei der reversen Transkription und vor der PCR-Reaktion durchgeführt wird. Durch die hohe Thermostabilität des biotechnologisch veränderten Enzyms können beide Reaktionen parallel im selben Gefäß ablaufen. Gleichzeitig werden durch die höhere Temperatur von über 55 °C Sekundärstrukturen der RNA dauerhaft aufgebrochen. Eine weitere Variante der RT-PCR ist die RACE-PCR.

## Anwendungen
Da eine cDNA zur ursprünglichen mRNA komplementär ist, kann aus dieser anhand des genetischen Codes auch die Aminosäurensequenz eines Proteins abgeleitet werden, für welches diese mRNA codiert. Da eine mRNA in Eukaryoten nach ihrer Transkription bereits modifiziert und gespleißt wurde, ist sie im Gegensatz zum Gen auch Intron-frei. Darüber hinaus ermöglicht diese cDNA auch Informationen darüber zu erhalten, ob das dazugehörige Gen in verschiedenen Isoformen exprimiert wird, d. h., die mRNA alternativ gespleißt wird. Über RT-PCR lässt sich also gezielt Genexpression nachweisen. Genutzt wird die RT-PCR auch bei der Diagnose von RNA-Viren im Blutserum, wie HIV und in jüngerer Zeit häufig auch im Zusammenhang mit Influenza A/H5N1 und SARS-CoV-2.
Bei einem Northern Blot können die Hybridisierungssonden per RT-PCR hergestellt werden. Zur Analyse des Transkriptoms wird die gesamte RNA in einer RT-PCR mit einer Mischung kurzer Primer (engl. random hexamers) in cDNA umgeschrieben und kopiert. Im Anschluss erfolgt meistens ein Microarray oder eine Sequenzierung der cDNAs. Hier reicht häufig die Ermittlung von Expressed Sequence Tags (EST) zur Identifizierung der Transkripte.

## Qualitätssicherung
Zur Qualitätssicherung der Methodik fanden bereits umfangreiche Untersuchungen statt. Auch CDC-Untersuchungen gemäß der ISO-Norm hier jedoch für die Real Time Quantitative PCR wurden im internationalen Rahmen durchgeführt, die auch veterinärmedizinisches Untersuchungsgut betrafen.